# Max Hess (ginnasta)
Max Hess (Coburgo, 29 dicembre 1877 – Filadelfia, 22 giugno 1969) è stato un ginnasta e multiplista statunitense.

## Carriera
Hess partecipò ai Giochi olimpici di Saint Louis 1904, dove vinse la medaglia d'oro nella gara di concorso a squadre. Alla stessa Olimpiade giunse trentunesimo nel concorso generale individuale, decimo nel triathlon e cinquantesimo nel concorso a tre eventi.

## Palmarès
In carriera ha conseguito i seguenti risultati:
- Giochi olimpici

St. Louis 1904: medaglia d'oro nel concorso a squadre.